# Ismael Silva Lima
Ismael Silva Lima (Rio de Janeiro, 1º dicembre 1994) è un calciatore brasiliano, centrocampista dell'Achmat Groznyj.

## Caratteristiche tecniche
Mediano, può giocare anche da centrocampista centrale.